# Іст-Сістер (Гранд-Сьор)
Іст-Сістер, також Гранд-Сьор (англ. East Sister / фр. Grand Sœur) — невеликий острів в Індійському океані, входить до Північно-Східної групи Внутрішніх Сейшельських островів.
Разом із сусіднім островом Вест-Сістер (Птіт-Сьор) відомий як острови Сестри (The Sisters / Les Soeurs). Лежить за 60,5 км на північний схід від острова Мае. Найближчі острови — Вест-Сістер (Птіт-Сьор) на заході, Коко та Фелісіте на півдні. Іст-Сістер — це скелястий гранітний острів, вкритий тропічним лісом. Довжина острова становить 1,7 км, ширина — 655 м.
У XX столітті тут були кокосові плантації. У XXI столітті острів знаходиться у приватній власності та відвідується туристами, особливо любителями підводного плавання. На острові розташований невеликий курорт, який є підрозділом готелю Château de Feuilles на острові Праслен. Також є майданчик для гелікоптерів.